# Condado de Homa Bay
El condado de Homa Bay es un condado de la antigua provincia de Nyanza en Kenia. Su capital es Homa Bay. El condado tiene una población de 963 794 habitantes (censo de 2009) y un área de 3 154,7 km². El condado de Homa Bay se jacta del Lago Victoria como una fuente principal de sustento.

## Localidades
Las localidades más pobladas en el censo de 2009 son:
1. Mbita Point, villa, 62 974 habitantes;
2. Homa Bay, municipio, 59 844 habitantes;
3. Kendu Bay, villa, 31 699 habitantes.